# TUBB1
TUBB1‏ (Tubulin beta 1 class VI) هوَ بروتين يُشَفر بواسطة جين TUBB1 في الإنسان.